# 布拉姆斯灣
布拉姆斯灣（英語：Brahms Inlet），是南極洲的海灣，位於亞歷山大一世島，長46公里、寬11公里，處於哈里斯半島和德羅契爾半島之間的貝多芬半島北部，現時由南極條約體系管理。

## 外部連結
. . United States Geological Survey.   [2011-08-15].
71°28′S 73°41′W / 71.467°S 73.683°W